# کرم ابریشم (رمان)
کرم ابریشم عنوان کتابی جنایی به قلم جی.کی. رولینگ می‌باشد که تحت نام مستعار رابرت گالبریت در سال ۲۰۱۴ میلادی منتشر شد.
این کتاب دومین رمان از این مجموعه با محوریت کاراگاه خصوصی «کورمورن استرایک» بوده، و ادامهٔ رمان آوای فاخته است.
در این داستان «کرم ابریشم» کوین بعد از نوشتن رمانی بحث‌برانگیز که در آن تمام دوستان و دشمنانش در دنیای ادبیات شهر لندن شخصیت‌های آن هستند ناپدید می‌شود و در نتیجه بسیاری از نویسندگان، ناشران و ویراستاران شهر تبدیل به مظنونان ناپدیدشدن او می‌شوند. عنوان رمان کوین «بامبیکس موری» است، که واژه لاتین برای کلمه کرم ابریشم است؛ کرمی که باید قبل از تبدیل شدن به موجودی زیبا (پروانه) جوشانده شود تا به ابریشم تبدیل شود. رولینگ از این استعاره برای توصیف کردن و نشان دادن مشکلاتی استفاده می‌کند که یک نویسنده قبل از دستیابی به موفقیت باید با آن‌ها دست و پنجه نرم کند.